# Pándzsa-patak
A Pándzsa-patak a Kisalföldön ered, Győr-Moson-Sopron vármegyében. A patak forrásától kezdve északnyugati irányban halad, majd Győrnél eléri a Rábát.
A patakba torkollik a Malomsori-árok, a Kis-Pándzsa patak és a Vezseny-ér.

## Part menti települések
- Tarjánpuszta
- Ravazd
- Pannonhalma
- Écs
- Nyúl
- Győr